# Stetson Kennedy
Stetson Kennedy (ur. 5 października 1916 w Jacksonville, zm. 27 sierpnia 2011 tamże) – amerykański dziennikarz, działacz praw człowieka i pisarz.
W latach 40. XX wieku wstąpił pod fałszywym nazwiskiem do lokalnego oddziału Ku Klux Klanu (KKK), by zbierać informacje o strukturach, zwyczajach, celach i planach tej organizacji. Równocześnie przekazywał zebrane informacje amerykańskim mediom. Na podstawie jego doniesień jedna ze stacji radiowych nadawała satyryczne audycje o Ku Klux Klanie. Kennedy został współpracownikiem przywódcy organizacji, dzięki czemu miał dostęp do wszystkich tajnych dokumentów Ku Klux Klanu. Znalezione przez niego dokumenty umożliwiły m.in. naliczenie organizacji kilkuset tysięcy dolarów niezapłaconych podatków, co zrujnowało ją finansowo. Szpieg wewnątrz Ku Klux Klanu był w okresie swojej działalności ścigany przez istniejące przy KKK „służby specjalne” (w których działali policjanci i agenci FBI), nie zdołały one jednak wpaść na trop Stetsona Kennedy’ego.
Po odejściu z organizacji w latach 50. XX wieku Kennedy występował jako świadek w procesach członków KKK i publikował książki poświęcone rasizmowi na południu USA. Z powodu obowiązywania w części kraju rasistowskich przepisów i obaw związanych z ewentualnymi procesami, prace te wydawano we Francji, a wydawcą był Jean-Paul Sartre. Działania Kennedy’ego przyczyniły się do upadku Ku Klux Klanu.
Zmarł w sierpniu 2011 roku w szpitalu na Florydzie.